# Taijiquan famiglia Yang forma con la sciabola Poema delle 13 mosse

## Forme Taijiquan
Il Taijiquan non ha molte armi. Principalmente si dividono in due gruppi: armi lunghe e corte.
Le armi corte sono la spada (in cinese 剑, in pinyin jiàn) e la sciabola in cinese 刀, in pinyin dāo).

## Durata
La forma con la sciabola 13 mosse, sequenza del Taijiquan Stile Yang, generalmente viene eseguita in 2 minuti.

## Poema delle 13 mosse per la forma con la sciabola stile Yang
La forma con la sciabola della famiglia Yang, a differenza delle forme a mani nude Forma 103 e Forma 49, delle forme abbreviate Forma 13 e Forma 16 e della forma con la spada è descritta da un poema che in cinese consiste di 13 linee di 7 caratteri ognuna.
 
Quelli che seguono sono i nomi in cinese, in pinyin e tradotti in italiano, come usati dagli attuali insegnanti di Taijiquan della famiglia Yang.

Di seguito il poema tradotto dalla traduzione inglese di Audi Peal:
|    | Nome in cinese | pinyin                          | Nome in italiano                                                      |
| 1  | 七星跨虎交刀势 | Qī xīng kuà hŭ jiāo dāo shì     | Sette stelle e cavalcare la tigre, maneggiando la spada               |
| 2  | 腾挪闪展意气杨 | Téng nuó shăn zhăn yì qì yáng   | Fare pulito a fondo, stordire e colpire con volontà e spirito elevato |
| 3  | 左顾右盼两分张 | Zuŏ gù yòu pàn liăng fēn zhāng  | Guardare a sinistra, fissare a destra, le due parti si espandono      |
| 4  | 白鹤晾翅五行掌 | Bái hè liàng chì wŭ xíng zhăng  | La gru bianca apre le ali, palmo dei cinque elementi                  |
| 5  | 风卷荷花叶里藏 | Fēng juăn hé huā yè lǐ cáng     | Il vento gira il fiore di loto e lo nasconde tra le foglie            |
| 6  | 玉女穿梭八方势 | Yù nǚ chuān suō bā fāng shì     | La dama di giada lancia la spola nelle otto direzioni                 |
| 7  | 三星开合自主张 | Sān xīng kāi hé zì zhŭ zhāng    | Tre stelle si aprono, si chiudono, si estendono a loro volontà        |
| 8  | 二起脚来打虎势 | Èr qǐ jiăo lái dă hŭ shì        | Calcio doppio e colpire la tigre                                      |
| 9  | 披身斜挂鸳鸯脚 | Pī shēn xié guà yuān yang jiăo  | Drappeggia il corpo in obliquo e calcia come anatra rimbambita        |
| 10 | 顺水推舟鞭作篙 | Shùn shuǐ tuī zhōu biān zuò gāo | Spingi la barca seguendo la corrente, la frusta fa da pertica         |
| 11 | 下势三合自由招 | Xià shì sān hé zì yóu zhāo      | Posizione bassa, combina tre volte movimenti liberi                   |
| 12 | 左右分水龙门跳 | Zuŏ yòu fēn shuǐ lóng mén tiào  | Fendere le acque a sinistra e a destra, saltare la porta del drago    |
| 13 | 卞和携石凤还巢 | Biàn hé xié shí fèng huán cháo  | Il vecchio Bian-He recupera la sua pietra e la fenice torna al nido   |